# Aphyosemion etsamense
Aphyosemion etsamense är en fiskart som beskrevs av Sonnenberg och Blum 2005. Aphyosemion etsamense ingår i släktet Aphyosemion och familjen Nothobranchiidae. IUCN kategoriserar arten globalt som otillräckligt studerad. Inga underarter finns listade i Catalogue of Life.